# Victoria Abril
Victoria Abril, nome pelo qual é conhecida Victoria Mérida Rojas, (Madrid, 4 de julho de 1959) é uma atriz e cantora espanhola.
Em 1974, Victoria fez seu primeiro filme. Desde 1975 tem atuado também em filmes na Itália e na França.

## Principais filmes
- 2006 - El Camino de los Ingleses
- 2006 - Tirante el Blanco
- 2004 - El séptimo día (br: O sétimo dia - pt: O 7º dia)
- 2001 - Sin noticias de Dios (br: Sem notícias de Deus)
- 1999 - Entre las piernas (br / pt: Entre as pernas)
- 1994 - Jimmy Hollywood (br / pt: Jimmy Hollywood)
- 1993 - Kika (br: Kika)
- 1991 - Tacones lejanos - (De salto alto)
- 1990 - ¡Átame! (br: Ata-me!)
- 1986 - Max mon amour (br: Max, meu amor)
- 1986 - La ley del deseo - (br: A lei do desejo)
- 1983 - La lune dans le caniveau (br: A lua na sarjeta)
- 1983 - Sem sombra de pecado
- 1976 - Robin and Marian (br: Robin e Marian)

## Prêmios e indicações
- 1987 - Melhor atuação feminina no Festival de Cinema de San Sebastian por El Lute: camina o revienta.
- 1991 - Urso de Ouro do Festival de Cinema de Berlim na categoria de melhor atriz, por Amantes.
- 1995 - Melhor atriz no Festival de Cinema de San Sebastian, por Nadie hablará de nosotras cuando hayamos muerto.
- 2004 - Recebeu uma indicação ao Goya na categoria de melhor atriz coadjuvante, por El séptimo dia.

## Atuação como cantora
Em 1979, Victoria Abril participou do duelo de seleção espanhola do Festival Eurovisão da Canção com Bang-bang-bang, ficando em terceiro lugar com um ponto.
Lançou em 2002 o álbum "PutchEros do Brasil", com canções como Samba de verão, Água de beber", "Mas que nada e Desde que o samba é samba.
Victoria Abril apresenta-se pela primeira vez em Portugal, como cantora, no dia 13 de novembro de 2005, na ilha da Madeira, pela recepção do Prémio Carreira que o Festival Internacional de Cinema do Funchal lhe outorgou.